# ريتشارد بيل (سياسي)
ريتشارد بيل (بالإنجليزية: Richard Bell)‏ هو سياسي أمريكي، ولد في 26 أكتوبر 1946 في ستونتون في الولايات المتحدة. حزبياً، نشط في الحزب الجمهوري.

## وصلات خارجية
- الموقع الرسمي